# Ronde van Italië 2016/Veertiende etappe
De veertiende etappe van de Ronde van Italië 2016 werd gereden op 21 mei 2016 van Farra d'Isonzo naar Corvara. De etappe was 210 kilometer lang.

## Verloop
Met twee beklimmingen van de eerste, drie van de tweede en een van de derde categorie was dit de koninginnenrit van deze ronde. Na korte tijd ontstond een kopgroep van 37 man. Tussen de tweede en derde klim van de dag demarreerde Rubén Plaza uit de al uitgedunde kopgroep. Op de Giaupas, de voorlaatste klim passeerden Darwin Atapuma en Kanstantsin Siwtsow hem, waarna Georg Preidler zich in de afdaling bij het tweetal voegde. Op de laatste klim van de dag, de Valparolapas, versnelde Vincenzo Nibali uit de groep met favorieten. Alleen Esteban Chaves en Steven Kruijswijk konden volgen. Toen deze twee vervolgens nog een versnelling plaatsten, kon ook Nibali niet meer volgen. De twee voegden zich bij Atapuma en Preidler die vooraan overgebleven waren en met zijn vieren snelden zij op de finish af, op afstand gevolgd door Nibali die in de afdaling veel risico's nam. Nibali wist er echter niet meer bij te komen. Preidler ging de eindsprint te vroeg aan, waarna Chaves als eerste de finish passeerde met Kruijswijk in zijn wiel. Nibali finishte op 37 seconden daarachter. Kruijswijk nam de roze leiderstrui over van Andrey Amador.

## Uitslag
| Farra d'Isonzo - Corvara (210 km) |                     |                             |          |
| Plaats                            | Naam                | Ploeg                       |          |
| Winnaar                           | Esteban Chaves      | Orica GreenEDGE             | 6u06'16" |
| 2                                 | Steven Kruijswijk   | Team LottoNL-Jumbo          | z.t.     |
| 3                                 | Georg Preidler      | Team Giant-Alpecin          | z.t.     |
| 4                                 | Darwin Atapuma      | BMC Racing Team             | + 6"     |
| 5                                 | Vincenzo Nibali     | Astana Pro Team             | + 37"    |
| 6                                 | Kanstantsin Siwtsow | Dimension Data              | z.t.     |
| 7                                 | Ilnoer Zakarin      | Team Katjoesja              | + 2'29"  |
| 8                                 | Rafał Majka         | Tinkoff                     | z.t.     |
| 9                                 | Rigoberto Urán      | Cannondale Pro Cycling Team | + 2'50"  |
| 10                                | Domenico Pozzovivo  | AG2R La Mondiale            | + 3'00"  |
| 11                                | Alejandro Valverde  | Movistar Team               | z.t.     |
| 12                                | Jakob Fuglsang      | Astana Pro Team             | z.t.     |
| 13                                | Michele Scarponi    | Astana Pro Team             | z.t.     |
| 14                                | Andrey Amador       | Movistar Team               | + 3'52"  |
| 15                                | Sebastián Henao     | Team Sky                    | z.t.     |
|                                   |                     |                             |          |
| 18                                | Maxime Monfort      | Lotto Soudal                | + 5'12"  |

## Klassementen
| Algemeen klassement |                     |                             |           |
| Plaats              | Naam                | Ploeg                       | Tijd      |
| Roze trui           | Steven Kruijswijk   | Team LottoNL-Jumbo          | 60u12'43" |
| 2                   | Vincenzo Nibali     | Astana Pro Team             | + 41"     |
| 3                   | Esteban Chaves      | Orica GreenEDGE             | + 1'32"   |
| 4                   | Alejandro Valverde  | Movistar Team               | + 3'06"   |
| 5                   | Andrey Amador       | Movistar Team               | + 3'15"   |
| 6                   | Rafał Majka         | Tinkoff                     | + 3'29"   |
| 7                   | Ilnoer Zakarin      | Team Katjoesja              | + 3'53"   |
| 8                   | Rigoberto Urán      | Cannondale Pro Cycling Team | + 5'01"   |
| 9                   | Kanstantsin Siwtsow | Dimension Data              | + 5'38"   |
| 10                  | Jakob Fuglsang      | Astana Pro Team             | z.t.      |
|                     |                     |                             |           |
| 15                  | Maxime Monfort      | Lotto Soudal                | + 14'29"  |

| Puntenklassement |                    |                    |        |
| Plaats           | Naam               | Ploeg              | Punten |
| Rode trui        | Giacomo Nizzolo    | Trek-Segafredo     | 138    |
| 2                | Diego Ulissi       | Lampre-Merida      | 112    |
| 3                | Sacha Modolo       | Lampre-Merida      | 84     |
| 4                | Maarten Tjallingii | Team LottoNL-Jumbo | 83     |
| 5                | Daniel Oss         | BMC Racing Team    | 80     |

| Bergklassement |                   |                    |        |
| Plaats         | Naam              | Ploeg              | Punten |
| Blauwe trui    | Damiano Cunego    | Nippo-Vini Fantini | 134    |
| 2              | Stefan Denifl     | IAM Cycling        | 72     |
| 3              | Darwin Atapuma    | BMC Racing Team    | 69     |
| 4              | Giovanni Visconti | Movistar Team      | 61     |
| 5              | Mikel Nieve       | Team Sky           | 50     |

| Jongerenklassement |                 |                             |           |
| Plaats             | Naam            | Ploeg                       | Tijd      |
| Witte trui         | Bob Jungels     | Etixx-Quick Step            | 60u18'53" |
| 2                  | Sebastián Henao | Team Sky                    | + 11'02"  |
| 3                  | Davide Formolo  | Cannondale Pro Cycling Team | + 27'06"  |
| 4                  | Valerio Conti   | Lampre-Merida               | + 47'39"  |
| 5                  | Joe Dombrowski  | Cannondale Pro Cycling Team | + 47'43"  |

| Ploegenklassement (tijd) |                             |            |
| Plaats                   | Ploeg                       | Tijd       |
| 1                        | Astana Pro Team             | 180u53'26" |
| 2                        | Movistar Team               | + 4'51"    |
| 3                        | Cannondale Pro Cycling Team | + 16'54"   |
| 4                        | AG2R La Mondiale            | + 20'30"   |
| 5                        | Etixx-Quick Step            | + 40'16"   |

## Opgaves
- Ryder Hesjedal (Trek-Segafredo)
- Przemysław Niemiec (Lampre-Merida)
- Giacomo Berlato (Nippo-Vini Fantini)
- Arnaud Démare (FDJ)
- Bert De Backer (Team Giant-Alpecin)
- Matthias Brändle (IAM Cycling)
- Liam Bertazzo (Wilier Triestina-Southeast)

1e etappe ·
2e etappe ·
3e etappe ·
4e etappe ·
5e etappe ·
6e etappe ·
7e etappe ·
8e etappe ·
9e etappe ·
10e etappe ·
11e etappe ·
12e etappe ·
13e etappe ·
14e etappe ·
15e etappe ·
16e etappe ·
17e etappe ·
18e etappe ·
19e etappe ·
20e etappe ·
21e etappe
Startlijst · Eindstanden · Afbeeldingen